# Landelijke Coördinatie Infectieziektebestrijding
De Landelijke Coördinatie Infectieziektebestrijding (LCI) is een expertisecentrum van het Rijksinstituut voor Volksgezondheid en Milieu vallend onder het Centrum Infectieziektebestrijding. Het centrum is verantwoordelijk voor landelijke medische richtlijnen, stappenplannen en draaiboeken rond infectieziekten voor Gemeentelijke Gezondheidsdienst, zorginstellingen en eerstelijnszorg- en arboprofessionals.
Het centrum is tevens verantwoordelijk voor de medische aspecten van het Rijksvaccinatieprogramma en adviseert overheid en zorginstellingen.
Het centrum wordt sinds 1 juni 2022 geleid door Tjalling Leenstra, die uit hoofd van deze functie tevens secretaris is van het Outbreak Management Team.